# Стивенс, Стэн
Стэн Стивенс (англ. Stan Stephens; 16 сентября 1929, Калгари, Альберта — 3 апреля 2021, Калиспелл, Монтана) — американский государственный и политический деятель. Работал губернатором Монтаны с 1989 по 1993 год.

## Биография
Родился в 1929 году в Калгари, Альберта, Канада. Получал образование в государственных школах, но не окончил среднюю школу. Переехал в Монтану, когда ему было девятнадцать лет. Женился на Энн Хэнсон, у пары было двое детей.
38 лет работал на радио, в том числе на U.S. Armed Forces Broadcast Network во время Корейской войны. Вместе с Лайлом Лидсом являлся совладельцем KOJM Radio в штате Монтана с 1953 по 1985 год. В 1975 году получил премию Эдварда Марроу за журналистское мастерство в раскрытии скандала в Программе компенсации рабочим Монтаны.
В 1969 году начал политическую карьеру, когда его избрали в Сенат Монтаны, и за 16 лет пребывания в должности занимал должность лидера большинства и председателя сената. В 1986 году был признан National Republican Legislators' Association одним из десяти самых выдающихся законодателей штата Монтана.
В 1988 году, когда действующий губернатор Монтаны Тед Швинден отказался баллотироваться на третий срок, Стэн Стивенс стал его преемником. С небольшим перевесом победил на республиканских праймериз, а на всеобщих выборах в Монтане одержал победу над бывшим губернатором Томасом Ли Джаджем с небольшим отрывом. Во время своего пребывания на должности губернатора работал в Консультативном совете Белого дома по межправительственным делам и руководил празднованием столетия штата Монтана в 1989 году. Отказался баллотироваться на второй срок в 1992 году, на должности его сменил Марк Раско.